# Mijaílovski (Konstantínovsk, Rostov)
Mijaílovski (del ruso: Михайловский) es un jútor del raión de Konstantínovsk del óblast de Rostov del suroeste de Rusia. Se halla en la orilla izquierda del río Séverski Donets, frente a Aparinski. Su población en 2010 era de 321 habitantes.
Pertenece al municipio urbano de Konstantínovsk.

## Historia
En el yacimiento Mijaílovski, junto a la desembocadura del Séverski Donets en el Don, se han hallado restos de una facies industrial del Paleolítico Inferior con similitudes con el clactoniense de Inglaterra y Alemania.